# The Foreman of the Jury
The Foreman of the Jury er en amerikansk stumfilm fra 1913 af Mack Sennett.

## Medvirkende
- Ford Sterling som Jones
- Mabel Normand som Mabel
- Fred Mace
- Frank Lloyd
- Hale Studebaker